# Autoroute A-50 (Espagne)
Pour les articles homonymes, voir A50.
L'autoroute espagnole A-50 appelée aussi Autovía de la Cultura est une autoroute qui suit le tracé de la route nationale N-501 entre Salamanque et Avila.
C'est une autoroute qui est encore en construction sur plusieurs tronçons.
Elle permet aussi de relier Madrid à Salamanque et le Portugal (Porto) par autoroute directement sans faire détour par Tordesillas.

## Tronçons
| Nom  | Section                                      | État (2008) | Longueur (km) |
| ---- | -------------------------------------------- | ----------- | ------------- |
| A-50 | Salamanque - Encinas de Abajo                | En service  | 4 km          |
| A-50 | Encinas de Abajo - Narrillos de San Leonardo | En service  | 89 km         |
| A-50 | Narrillos de San Leonardo - Avila            | En service  | 3 km          |

## Tracé
- L'A-50 débute au nord d'Ávila en se détachant de l'A-51 (Rocade d'Ávila) et en suivant le tracé de la N-501.
- Elle dessert toutes les petites communes de la province d'Ávila et de Salamanque avant d'arriver dans son agglomération par l'est en se connectant à la SA-20 (Rocade sud de Salamanque) et l'A-66 (Séville - Gijón)

## Sorties
De Avila à Salamanque
| Sorties | Villes                                                                                                 |          |
| ------- | --- | -------- |
|         | Avila Nord Plasencia - Avila Ouest Avila Est Madrid - La Corogne AP-51                                 | AV-20    |
| 01      | Narrilos de San Leonardo                                                                               | AV-P-101 |
| 02      | Cardenosa                                                                                              | AV-804   |
|         | San Pedro del Arroyo - Salamanque                                                                      | N-501    |
|         | Section ouverte Cardenosa - Encinas de Abajo (à compléter)                                             | A-50     |
|         | Salamanque - Aéroport de Salamanque                                                                    | A-50     |
| 03      | Encinas de Abajo Est                                                                                   | N-501    |
| 04      | Encinas de Abajo Sud                                                                                   | CM-416   |
| 05      | Aéroport de Salamanque                                                                                 |          |
| 06      | Calvarrasa de Abajo - Pelabravo - Santa Marta de Tormes                                                | N-501    |
|         | Zone Industrielle Montalvo Salamanque Sud Portugal - Valladolid A-62 Zamora - Plasencia - Caceres A-66 | SA-20    |
|         | Salamanque Sud - Salamanque-Paseo del Progresso                                                        | N-501    |

### Référence
- Nomenclature